# Николск (Пензенска област)
Николск (на руски: Никольск) е град в Русия, административен център на Николски район, Пензенска област. Населението му към 1 януари 2018 година е 20 572 души.